# IAMDDB
戴安娜·德布里托（英語：Diana DeBrito，1996年3月5日—），以艺名IAMDDB（I Am Diana De Brito的缩写）而为人熟知，是一名在曼彻斯特的英国说唱歌手。截至2021年，她已发布三张迷你专辑和三张混音带，并在2018年的年度新声中排名第三。

## 早年经历
IAMDDB出生于葡萄牙里斯本。五六岁的她便移居英国曼彻斯特。她出生在一个音乐世家，因为她拥有安哥拉与葡萄牙人血统的父亲以及沙特阿拉伯人母亲是都是音乐家。

## 音乐作品

### 迷你专辑
- （2016年）
- （2017年）
- （2019年）

### 混音带
- （2017年）
- （2018年）
- （2019年）

### 个人单曲
- （2016年）
- （2016年）
- （2016年）
- （2017年）
- （2018年）
- （2019年）
- （2019年）
- （2019年）
- （2019年）
- （2020年）
- （2020年）
- （2020年）
- （2020年）
- （2021年）
- （2021年）

### 合作单曲
- by Lenzman（英语：Lenzman） （2017年）
- by Graeme S  （2017年）
- EP by The Mouse Outfit （2018年）
- by 迪波洛  （2019年）